# シン・アスカ
シン・アスカ (Shinn Asuka)は初出作品であるテレビアニメ『機動戦士ガンダムSEED DESTINY』の主人公。続編となる『機動戦士ガンダムSEED FREEDOM』や同じ「SEEDシリーズ」を含む以降の「ガンダムシリーズ」系メディアミックス作品にも登場する。
担当声優は鈴村健一。

## キャラクター像
中立国のオーブ連合首長国で両親や妹とともに平穏な生活を送っていたが、コズミック・イラ (C.E.)71年6月15日、14歳の頃に大西洋連邦軍によるオーブ侵攻の戦渦に巻き込まれる。家族一同で避難船の停泊する港に向かう途中で妹のマユが落とした携帯電話を拾おうと一人離れた直後に流れ弾に巻き込まれ、眼前で家族を失った。茫然自失で避難船に乗っていたところをオーブ軍人のトダカ一佐に勧められてプラントに移住。
ザフト軍のアカデミーを優秀な成績で卒業し、エリートの証である赤い軍服を与えられている。卒業後は最新鋭艦のミネルバに配属され、艦に搭載された新型モビルスーツ (MS)「インパルスガンダム」のパイロットとなる。TVシリーズでは初の正規の軍人の主人公。
人前では強気な態度を取ることが多いが、1話時点から本編終了後も家族を凄惨な状況で失った体験によるPTSDに人知れず苦しめられ続けており、心の傷を抱えながら戦い続ける戦士である。「優しくて温かい世界」を守りたいという純粋な想いから力を持たなければ守れないという現実を知り、戦いに傾倒していく。シン自身は「確かに戦わないようにすることは大切だと思います。でも敵の脅威がある時は仕方ありません。戦うべき時には戦わないと、何一つ自分たちすら守れません。普通に、平和に暮らしている人達は守られるべきです」と話していた。
直接の遺伝子調整を受けていない第2世代コーディネイター（第1世代とした資料もあるが、作中の台詞とは矛盾もある）。デュランダル議長から潜在的にSEEDの資質を持つ者として見込まれていたことが示唆されている。
休暇中にステラと知り合うが、やがて敵のエクステンデッド（強化人間）だと知り苦悩する。『DESTINY』の終盤にはレイに彼が短命のクローンである事を告げられ、デュランダル議長の計画に戸惑いながらもレイの「俺達の様な子供が二度と生まれないように」という願いを託されたことで最後までザフトの軍人として戦う。ガンダムシリーズの中でラストに敗北した数少ない主人公の一人。『FREEDOM』ではかつて敵対していたキラと志を共にし、ザフト軍からの出向で世界平和監視機構「コンパス」に所属。
士官学校時代から後に恋人となるルナマリアや親友のレイ、整備士のヨウランやヴィーノとは親しくしている。
オーブに移住する前の出身地、両親の名前や職業は不明。一人称は基本「俺」だが、たまに「僕」になる時もある。休暇中にはバイクに乗っている様子も描写されていた。
1クール目のオープニングテーマ『ignited -イグナイテッド-』の歌詞は、西川貴教によるとシンを意識している。

## 作中での活躍

### 機動戦士ガンダムSEED DESTINY
コズミック・イラ（C.E.）71年6月15日、地球連合軍とオーブ連合首長国によるオノゴロ島の攻防戦の中、シン・アスカは家族全員を凄惨な形で失った。シンは自らの非力さに絶望し、以降深いトラウマに苦しむことになる。
C.E.73年10月2日、ザフト軍新造艦ミネルバの進水式を翌日に控えたプラントの軍事工廠アーモリーワンが、正体不明を装った地球連合軍第81独立機動群ファントムペイン）に襲撃され、新型のMS3機（カオス、ガイア、アビス）が強奪されるという事件が勃発する。ザフトに渡り軍人となり、ミネルバに配属されていたシンは3機の捕獲を命じられ、同僚であるレイ・ザ・バレルやルナマリア・ホークとともに追撃するが、ファントムペイン隊長ネオ・ロアノーク大佐の妨害を受けて失敗。ミネルバは取り逃がしたファントムペインを追跡することになる。その道中、成り行きからアスランとともにミネルバに同乗することとなったオーブの代表首長カガリ・ユラ・アスハに対し、カガリの支持するオーブの理念に、家族を失った怒りをあらわにしながら否定する。
直後にユニウスセブン落下テロ（ブレイク・ザ・ワールド事件）が発生。ミネルバはジュール隊のユニウスセブン破砕作業に協力しながら、血のバレンタインの復讐を誓うサトーらパトリック・ザラ派の残党と交戦。ミネルバは破片を可能な限り細かく破砕するため、艦首ビーム砲を撃ちながら破片とともに地球に降下する。
整備が必要となったミネルバは太平洋に降下、オーブへ入港する。このとき、休息を与えられて街へと繰り出す友人らとは別に、シンは2年前に家族を亡くした港へ赴き、慰霊碑の前でキラ・ヤマトと邂逅する。
ブレイク・ザ・ワールド後の混乱のなか、オーブは大西洋連邦との同盟を締結し、その後地球連合はザフトに対して一方的に開戦を宣言する。オーブ出港後のミネルバを待ち構えていた地球連合軍との交戦のさなか、シンは「SEED」を覚醒させ、巨大モビルアーマー (MA)ザムザザーおよび空母2隻を含む連合軍の艦艇6隻を撃破し、ミネルバの危機を救う。
その後はFAITHの一員としてザフトに復隊したアスラン・ザラがミネルバMS部隊の隊長に就任し、シンたちもアスランの指揮下に置かれる。インド洋の前線基地で地球連合軍に徴用され、逃亡しようとして銃殺される現地民を目撃したシンはそれを逃す為に独断で逃してしまうが「戦争はヒーローごっこじゃない」とアスランに叱責される。
ディオキアで休暇を与えられたシンは、ファントムペインのエクステンデッド兵ステラ・ルーシェが崖から転落するのを発見し、その正体を知らないまま溺れている彼女を救助する。このとき、パニックに陥った彼女を落ち着かせるため、自分が彼女を「守る」と口にする。この何気ない一言が大きな意味をもつ約束となり、最後まで二人を繋ぎ続けることになる。二人は再会を約束して別れる。
ミネルバはディオキア出航後、ダーダネルス海峡で地球連合・オーブの同盟軍と交戦。激化する戦いのさなか、カガリの意志でアークエンジェルが戦闘を止めるためと称しながら武力で乱入するのを目にし、シンはアークエンジェルに不信感を抱く。
ミネルバが連合のSOS通信を傍受し調査におもむいた先で、シンとレイは廃棄されたエクステンデッドの研究所を発見。施設の調査中、単独で襲撃してきたガイアを撃破するが、操縦していたのが海岸で出会ったステラであることに気付き、負傷した彼女をミネルバの医務室に運ぶ。その後の検査の結果、彼女がエクステンデッドであったこと、さらにステラの記憶からディオキアでの思い出が消されていることに驚くシンであったが、しかしステラはシンと触れ合うことで記憶を取り戻し、シンは頻繁に医務室に通うようになる。
クレタ沖で、待ち伏せしていた地球連合･オーブの同盟軍と交戦したとき、フリーダム、ストライクルージュとともにアークエンジェルが再び乱入。この戦闘で、再びSEEDを覚醒させたシンは、アビスを撃墜、次いでオーブ軍旗艦のタケミカズチを撃沈する。なお、このときに総員を退避させたタケミカヅチ艦橋内には、かつてオノゴロで家族を亡くしたシンを保護し導いた恩人ともいえるトダカがひとり残っていたが、シンはその事実を知らないままであった。
その後、生死を問わずステラはプラント本国に証人として送られること、またエクステンデッドの身体に施された強化改造の詳細が不明であるため、プラントの技術では定期的に必要な延命措置を行うことができず、身柄を連合軍に返さなければ遠からず死に至るを知ったシンは、彼女を守るために軍規を破り、レイの協力のもと捕虜の彼女を逃し、二度と戦争に関わらせないという条件のもと、彼女をネオに託す。シンは軍規違反の処罰を覚悟していたが、デュランダルの差配により不問とされる。
その後、無差別な破壊活動を行うデストロイを撃墜するため、ミネルバはベルリンへと急行。交戦相手であるデストロイのコックピットにいるのがステラだということを知ったシンは彼女を説得しようと必死に呼び掛けるが、シンの記憶をわずかに思い出したステラが行動を止めたかに見えた矢先、視界に入ったフリーダムを見たステラは錯乱し、デストロイは暴走を再開する。再度の呼び掛けも叶わず、シンがデストロイに撃墜されそうになった寸前、フリーダムがデストロイを撃破する。腕の中でステラを看取ったシンは遺体を抱いて号泣し、「二度と彼女が周囲の思惑に弄ばれる事のないように」と山中の湖に水葬する。
ついに、プラント本国はアークエンジェル討伐をミネルバに命じる。復讐を誓い、レイとともに対フリーダムの戦闘シミュレーションを重ねていたシンは、フリーダムの攻撃の裏をかきつつ、インパルスの機体特性を活用して、ついにフリーダムを撃墜する。悲願を成し遂げたシンは、コックピットでステラとの思い出に浸り涙を流す。しかし、キラを撃墜したことでアスランとシンは大喧嘩を繰り広げ、両者の決裂は決定的となる。
ジブラルタル到着後、シンの操縦ポテンシャルに機体性能が追い付かなくなっていたインパルスに代わって、デュランダルより直々に最新型のデスティニーガンダムを受領する。その夜、ザフトを脱走したアスランが乗るグフイグナイテッドの撃墜を命じられたシンはデスティニーで出撃し、降伏勧告をしつつアスランを追い詰めるが、ザフトとデュランダルに対する不信を訴えるアスランの言葉とレイによる正論の板挟みとなり苦悩する。追い込まれたシンは感情の爆発と裏切りに対する怒りに任せてグフを撃墜。シンの帰還後、ルナマリアは妹メイリンと上官として仰いだアスランを討ったシンの背中を頼り泣き崩れる。ルナマリアは「あなたは軍人として命令を実行しただけだから」と、激しい自責の念に苛まれるシンを庇う。これによりシンは何に変えてもルナマリアを守ることを決意する。親しい者を撃った者・撃たれた者として同じ痛みを共有する両者はこれを機にして一挙に距離を縮めてゆく。しかし元々凄惨な形で家族を失ったPTSDに苦しみ続けている上に、アスランをみずから撃墜した等の影響から、以降シンの精神は更に不安定な様相を見せるようになる。
デュランダルは世界に向けた演説のなかで、一連の戦争の黒幕としてロゴスを告発し、その拠点であるヘブンズベースを陥落させるべく、オペレーション・フューリーを発動する。この戦闘でシンとデスティニーはスティングが駆るデストロイを撃破するなど大きな戦果を残し、ヘブンズベース陥落に貢献。この功績をたたえられたシンは、二つ目のネビュラ勲章の受勲とともにFAITH就任を果たす。
次にプラントは、ヘブンズベースを逃れたブルーコスモスの盟主ジブリールを匿うオーブに対して宣戦を布告する。「俺がオーブを討つ」と心に決めたシンは、オーブのMS部隊を撃破し、カガリの操縦するアカツキを撃墜寸前まで追いつめるが、宇宙から駆け付けたキラのストライクフリーダムに阻まれ、激闘のすえにエネルギー切れに追い込まれる。補給を受け再度出撃した際には、アスランのインフィニットジャスティスによってデスティニーの片腕を落とされる。結局、戦闘に紛れてジブリールは宇宙へと逃亡し、ザフト側の旗艦である旗艦セントヘレンズはアークエンジェルによって撃沈。タリアの判断で代理旗艦を務めたミネルバを中心に、ザフト艦隊は撤退に追い込まれる。カガリが中心となって親ロゴス派は排除され、オーブはロゴスと決別するが、シンのオーブに対する怒りは続いていく。
宇宙へと上がったミネルバは、プラント首都アプリリウスに向けられた大量虐殺兵器レクイエムの発射を阻止すべく奮戦。シンの駆るデスティニーは、地球軍機動兵器部隊をまたたく間に撃破して、ダイダロス基地司令部を制圧、単騎の奇襲作戦を成功させ、プラント本国を救う活躍を見せる。
そんななか、デュランダルは自身の政治構想であるデスティニープランを発表。その内容に戸惑いを隠せないシンだったが、レイ本人がクローンであることと、残された寿命が長くないことを打ち明けられる。レイはシンに、「理不尽な運命を背負わされた自分やステラのような子供達がもう二度と生み出されないようにするために、議長の提示する未来を信じるように」と、そして「自分の代わりに議長の力となってそれを実現させるように」と強く促す。
最終決戦では、月面上でアスランのインフィニットジャスティスと交戦。SEEDを発動させ、序盤こそ互角の戦いを展開するものの、徐々に劣勢に追い込まれてゆく。戦闘中でもシンはアスランの言葉に動揺し続け、家族やステラの死、アスランやオーブに対する複雑な思い、フリーダムに対する憎しみなどを脳裏に浮かべながら煩悶する。そこへ、両者の戦闘を止めようと割って入ったルナマリアのインパルスにフリーダムの幻影を重ねて錯乱、これを討とうと攻撃に出る。間一髪のところでアスランがこれを防ぎ、デスティニーを破壊してその戦闘能力を完全に奪う。月面に墜ちて擱座する機体のコクピットからルナマリアによって救出されたシンは、朦朧とする意識のなかでステラとの邂逅を経て目を覚まし、ルナマリアとともに「メサイア」が陥落するさまを見つめながら号泣する。
『FINAL PLUS』や『小説版』・『スペシャルエディション』『HDリマスター』では、その後ルナマリアとともにアスランによって回収され、オーブの慰霊碑を再度来訪。そこでキラと再び邂逅し、アスランから、彼こそ自分が憎んでいた（ストライク）フリーダムのパイロットであったことを聞かされ戸惑うが、キラの言葉に同意し、握手を受け入れる。その後、軍服着用のシーンではFAITHの階級章は着けていない。

### 機動戦士ガンダムSEED FREEDOM
プラント、オーブ、大西洋連邦が共同で立ち上げ、ラクスが総裁を務める世界平和監視機構「コンパス」に所属し、階級は大尉。キラ率いるヤマト隊の一員であり、キラからの信頼の証としてイモータルジャスティスガンダムを託され搭乗するが、小説版によれば、アスランの戦闘データで設計された系列機に乗ることに内心抵抗があった。かつて敵対し後に和解した隊長のキラを尊敬し、その影響か以前とは異なり、先ずは敵MSの武装などを破壊し攻撃力を奪い、キラと同様に極力パイロットの命を奪わない戦闘スタイルを取る。一方で自分たちを前線から下げて単身戦うキラの姿勢には疑問を感じ、信頼されていないのではないかと悩む場面もある。
ユーラシア連邦からの独立国ファウンデーション王国の依頼を受け、「コンパス」の仲間たちとともにブルーコスモスゲリラの鎮圧作戦に参加。作戦前に、ファウンデーション親衛隊ブラックナイトスコード（ブラックナイツ）の近衛師団長シュラ・サーペンタインの挑発に乗るも、サーベルでの戦い方を知らず剣道の戦い方で剣術試合を行うが完敗する。作戦前夜の王国主催の舞踏会では、ルナマリアをバロックダンスに誘わず剣術試合で負けた腹いせのようにやけ食いし、アグネスの恋草話に首を突っ込んでルナマリアから怒られた。鎮圧作戦が始まると、ブラックナイツの精神干渉を受けたキラによるユーラシア国境線侵犯を発端とする一連の争乱で「コンパス」が敵として認定されてしまう。ブラックナイツの追撃を受け、アークエンジェルが破壊された事に気を取られている隙にイモータルジャスティスの胴体を両断され破壊されるがギリギリのところで脱出し、同僚のヒルダ・ハーケンが搭乗するギャンシュトロームに救助され、オーブのオノゴロ島へ脱出・潜伏する。その後、別行動をとっていたアスランからアウラを筆頭としたファウンデーション王国の素性と真の目的を聞かされ、キラの異常行動が敵の策略であったことを悟る。ラクスをさらわれ意気消沈し、戦う事を拒否するキラがアスランの拳を交えた荒々しい説得によって立ち直る際、シンはアスランを止めようとして両者から巻き添えの拳を受けていた。そしてかつての愛機を改修したデスティニーSpec IIを受領、旧友に再会したように喜びながら「これさえあれば、あんなやつらなんかに」と自信あり気に拳を握り締めながら笑みを浮かべて、ファウンデーションとの決戦に臨む。キラから「ミレニアムを頼むよ」と防衛と作戦任務を託されたことを素直に喜びキラを見送った後、ルナマリアのインパルスSpec IIやヒルダが搭乗した赤いゲルググメナースと共に出撃。ブラックナイツとの再戦では、以前の敗北を「こないだは（イモータル）ジャスティスだったから負けたんだ！」「デスティニーなら、お前らなんかに…！」と叫びつつ、ヒルダと共にブラックナイトスコード ルドラ4機と交戦する。ブラックナイツの特殊能力による戦術もシンには効かず「SEED」発現状態では持ち前の単純さが最大の対抗策となり無心（何も考えず本能と反射行動のみで戦闘）となる事で読心を封じ、さらに精神干渉はシンを守ろうと幻覚の中に現れた亡きステラの守護を受け、ブラックナイツから「闇が深過ぎる」と恐れられて逆に相手を大きく狼狽させる。さらにデスティニーSpec IIの特性を最大限活かした従来とは桁違いの数の分身戦法を用いて圧倒、その隙を突いて1機をヒルダが撃破したことにより精神感応で仲間の死の恐怖が伝播し恐慌状態に陥った残る3機をデスティニーの各武装で連続撃破した。終盤では、アカツキに搭乗するムウ・ラ・フラガから受け取った長射程実弾砲「ゼウスシルエット」を使用し、発射直前であったレクイエムの発射施設を破壊する。戦闘終了後、月面にて破壊された機体を横目に泣きながら座り込むアグネスを、ルナマリアと共に迎えに行った。

## 他作品での出演

### コミカライズ・公式外伝
ボンボン版（高山瑞穂著・現在は絶版）
アスラン逃亡の際は議長を信じることを決めるが、オーブ攻略の際は戦争を起こしている側であることを突き付けられて揺れ動くなど、それでも突き進むひとりの少年として描かれている。
ハイネ・ヴェステェンフルスの最期が若干変更されており、シンを庇って亡くなった。自責の念からハイネから指示されていた罰でトイレ掃除をしている描写がある。
議長やアスランの主張に対して否定はしていないが、最終的には平和な世界を作るために戦うことを明確にしており「あんたたちの理想で戦争を止められるのか!?」「戦争がない以上に幸せな世界なんてあるはずがない！」と自身の主張をアスランに発言する（また、「あんたが正しいって言うなら、この俺を止めて見せろ！」という発言もしており、このセリフは『ガンダム無双3』などにも採用されている）。最後の戦いでは、アスランに対し優勢を取るが、追い込まれてもあきらめないアスランの奇策にはまって油断し、行動不能となって月面へ落とされる。その後精神世界でステラと邂逅し、諭されて意識を取り戻し「生きている限り明日はやって来る」と言ってひとりで月面を歩いていく（他の媒体とは違い、その後のシンの行方は不明）。
ボンボン本誌では、月面を歩くシンの後ろ姿に「そして少年は歩きだした！」という煽り文があった。また、単行本では最後のページに高山瑞穂氏の経歴とともにシンに対して「お疲れ様、シン。今はゆっくりお休み。人生はまだまだ長いよ。」との言葉を書いている。
『SDガンダム GGENERATION CROSS RAYS』では終盤は敵になったが、多数の台詞が採用された（ラストの台詞も同じもの）。ハイネの最期もボンボン版の方を採用している。
機動戦士ガンダムSEED DESTINY - THE EDGE -（久織ちまき著・現在は絶版）
アスラン視点で本編に準拠するものの描写には多少の相違がある。精神的に摩耗し苦悩する戦士という面を掘り下げてこの作品では描かれた。高い戦闘能力を発揮し、シミュレーターもアスランに迫るほどの力を持つ。
オリジナルの描写ではローエングリン攻略戦開始前に地球連合軍からの弾圧を受けていた難民の子供に拳銃の撃ち方を教えていたが、アスランに咎められた。ステラの件でミネルバ内に一悶着あった後に「子供に銃の撃ち方なんて教えちゃいけませんよね」と呟くシーンもある。
番外編『THE EDGE Desire』によるとアスランとの離別以降は、連合の機体を倒す度にステラの様な子を殺すことでしか救うことができないという罪悪感と無力感を自分で抱え込むようになっていく。「同じことじゃないのか？」「あの兵器と俺のデスティニー、何が違うんだ？」と仲間に吐露していた。レイには彼がデスティニープランを提案した際にレイ自身の運命を変えられないかと案じていた。また、シン自身も議長の言葉を聞き力しか振るえないなら、かつての自分たちのような子どもを守るために力を振るうことを心に決める。士官学校時代のエピソードも描かれ、レイやルナマリアと打ち解けるまでの話が追加された。
月面に不時着後はアニメ本編とは若干描写が異なり、身を案じたアスランの手を取らず「ひとりで立てます」と言い、自分で立ち上がった。
新装版では慰霊碑でのキラとの和解シーンが追加された。
『SDガンダム GGENERATION CROSS RAYS』ではシンの台詞が採用されており、アスランでクリアすると「- THE EDGE -編クリア」と表示される。
マガジンZ版
アニメ本編に忠実に描かれているが、アニメ版と比べてシンの扱いが良いなど各所でフォローされている。
上記3つの漫画作品のうち、ボンボン版とマガジンZ版ではシンがジブリールを討ち取っているが（アニメ本編ではレイ）、その描写はそれぞれで若干異なっている。
ボンボン版とTHE EDGE版のシンの台詞は後述の各ゲームでも何度か採用されている。。また、作者の高山瑞穂と久織ちまきはシンがお気に入りのキャラクターであると語っていた。
機動戦士ガンダムSEED DESTINY ASTRAY
インパルスガンダム編においてジェス・リブルがインパルスおよびカオス・ガイア・アビスを取材している関係で、そのパイロットであるシンの姿も描かれている。本編とは違い、無口で淡々とテストをこなす青年という描写がされているが、これはあくまでもジェスの取材対象がシンではなく、インパルスであるということも関係している。
なお、インパルスガンダム編の開始時点で既にシンはインパルスの正規パイロットに選ばれており、それを決定したのがデュランダルであることがリーカ・シェダーとコートニー・ヒエロニムスの口から語られている。また、アビスのテストパイロットを務めているマーレ・ストロードからは、自身が搭乗することを目指していたインパルスの正規パイロットであるという一点だけで逆恨みされており、インパルスの性能評価試験のコースに陽電子砲を仕掛けられて謀殺されかけたこともあった。

### ゲーム

#### G GENERATIONシリーズ
「SDガンダム GGENERATIONシリーズ」では、『DESTINY』が追加された『PORTABLE』で初登場。マスターセレクトの設定がある作品ではその候補としても登場する。
ステージ中では『DESTINY』後半の展開を中心にキラやオーブ側がゲスト軍となる場合も多く、歴代主人公の中では敵として登場する頻度が高くなっている。
『WORLD』のエクストラステージ「目覚めるとき」では、ワールドシグナルの原因と思われるハルファスガンダムを止めようと現れたキラのストライクフリーダム（ゲスト軍）に対し、リボンズ・アルマークのリボーンズガンダムに協力するかたちでレイのレジェンドガンダムとともに第三軍として登場する。3対1の有利な戦況でキラを撃破寸前にまで追い詰めるが、刹那・F・セイエイのダブルオークアンタが介入したため失敗する。

#### 機動戦士ガンダムSEED DESTINY GENERATION of C.E.
『SEED DESTINY』が発売時点でまだ放映途中だったため、28話までしかストーリーはない（SEED関連は完結、アストレイは途中まで）。その代わりどのルートを通ってもシンが最後まで主役として活躍している。また、アニメとは異なり「悪夢」に該当する話が「飛散する翼」となっていたり、ベルリン市街が湖の上など、放送前のステージはところどころ異なる（レクイエムも存在しない）。最後に行きつくエンドも複数あり、連合の基地攻撃からのジェネシス発射、ザフト軍から反乱したとして追われるルートといった完全オリジナルのラストもある。また、決戦ルートも前作SEEDのラストと同じく連合・ザフト・アークエンジェルの三つ巴となり、ザフト軍で連合・アークエンジェルを壊滅させるルートもあればアークエンジェルは撤退してのちに議長とカガリが終戦協定を結ぶルートなど、マルチエンディングシステムになっている。
このゲームではシンもルート次第でキラを撃墜する話（アニメと違い完全に倒す）もあれば和解する話もあり、アニメの放映が途中までとはいえIFストーリーを体験できる。
このゲームの必殺技に該当するバーストアタックがデスティニーの最強技として『スーパーロボット大戦シリーズ』にほぼ酷似した形で採用されている。

#### vs.シリーズ
機動戦士ガンダムSEED DESTINY 連合vs.Z.A.F.T.II PLUS
本作ではアニメでは登場しなかったデスティニーのタイトルバックが登場している（おまけムービーだとストライクフリーダムもある）。
「P.L.U.S.モード」では「空にいた青い一機のMSが放った攻撃で家族を失ってしまったシン」という言葉から「フリーダムは、俺が倒す！」という言葉を発したあと、プレイヤーはシンとしてコズミック・イラを戦うことになる。ストーリーやミッションはアニメ本編に沿いながらも、人間模様は最後までシンを主軸にして描かれている。また、アニメ本編後もおまけがあり前作のキャラクターたちとの絡みも存在する。
機動戦士ガンダム ガンダムVS.ガンダム
エンジェルダウン作戦直前の時期のシン（インパルス）が参戦。また、PSP版ではデスティニーが隠し機体として登場する。
機動戦士ガンダム エクストリームバーサス
プレイアブルキャラクターとしてはデスティニーに搭乗して参戦。また、ルナマリアの搭乗するガナーザクウォーリアのエクストリームバースト技としてもインパルスに乗って登場する。
デスティニー搭乗時のセリフは、それまでのVSシリーズで使われたテレビ版のセリフに加えて上記の漫画版のセリフも随所に聞くことができる。
続編の『フルブースト』ではデスティニーに加え、ガンダムVS.ガンダム（NEXT）ではフォースシルエット単一だったインパルスガンダムが本来の武装を換装する機体として加わり搭乗する。また、PS3版ではインパルスに乗ったルナマリア（有料DLC）のバーストアタックとしてデスティニーガンダムに乗って登場し援護攻撃をする。

#### スーパーロボット大戦シリーズ
スーパーロボット大戦Scramble Commander the 2nd
アニメ本編とは違い、キラが介入行為等をせずに主人公勢に加入するのに対し、シンは敵側で仲間入りするのは終盤（キラ視点で一貫している為、シンの活躍は削られた）。本編とは逆でミネルバ側が主人公側の戦いに介入している。エンディングでは張五飛の部下となる。
スーパーロボット大戦Z
セツコ編では事実上の準主役であり、カミーユ・ビダンやロラン・セアックと作品枠を超えた強い友情を築き、セツコとも姉弟のような関係になる(版権キャラクターなのにセツコとの絡みが多い)。また、先輩のMSパイロットであるアムロ・レイやシャア・アズナブル（クワトロ・バジーナ）とも師弟関係に近い立場を結んだり、親友であり兄貴分でもあるカミーユ・ビタンには叱咤激励を受けるなどいろいろな人との出会いや、ふれあい、そして別れを通じてアニメとは異なり一人前に成長した姿が見られる。
フラグを立てていないと主人公たちの敵となるものの、各キャラクターごとに説得されると同時に専用セリフがありキラやラスクにアニメではなかった正論をぶつけるなどいろいろと優遇されている。フラグを一定以上立てるとルナマリアとともにザフトを離反し、キラともお互いが何をしているか理解した上で和解する。なお、続編のストーリーでは離反したストーリーで続いていることがのちの作品で分かる。
演じる鈴村は本作の収録でシンのキャラクターについて理解できたことを語っている。
第2次スーパーロボット大戦Z 破界篇・再世篇
『破界篇』では一部のZEUTHメンバーと同様に、あらゆる次元世界をさまようことになる聖痕を刻まれて来訪。キラの天然ぶりに呆れながらも、自分がしっかりしないといけないとリーダーシップを発揮しようとする面も見られる。かつてセツコをさんざん傷つけたアサキムに協力せざるをえない状況になった際は、ZEUTHメンバーのなかでも特にセツコを慕っていたためにかたくなに共闘を拒む。
『再世篇』序盤はカミーユやファ・ユイリィ、ルナマリアともども連邦内の特殊部隊OZの同じ小隊に所属するも、OZのやり方に疑問を抱く。デスティニーは『破界篇』でのソレスタルビーイングからの影響で封印されていたが、トレーズ・クシュリナーダから解放のパスワードをもらい前述のパイロットとともにOZを離脱。基地を襲撃していた主人公たちの一行に同行し、以後ZEXISで行動する。
第3次スーパーロボット大戦Z 時獄篇
ザフトの赤服に復帰しており、ハマーン・カーン、マリーダ・クルスらのネオ・ジオンによるユニコーン奪取部隊にひとり奮戦し、戦闘中に部隊と合流する。SEEDは初期はガドライト・メオンサムによって封印されている。ジェミナスによるオーブ侵攻の際は「オーブは俺の国だ」と主張してカミーユのウェイブライダーの協力を得て先行。単独で大気圏突入してきたキラと共同でオーブ防衛にあたる。このときの怒りからSEEDの封印を自力で解く。戦闘後、カガリと対面してお互いに未熟だったと初対面での態度を謝罪し、和解する。
また、この作品からザフトレッドコンビネーションという今までの「フル・ウェポン・コンビネーション」の上位の武器が追加され、ルナだけでなくレイも加わった三人のコンビネーションアタックが見ることができる。
スーパーロボット大戦K
前述の「Scramble Commander the 2nd」同様にキラ視点でシンは敵として登場するが、シナリオ中盤以降から主人公側に協力。エンディングには登場していない。
本作では兄貴分のような立場（特に『ゾイドジェネシス』のルージからは慕われている）を確立しており、また妹を大切にしていない『ガン×ソード』のミハエルに対し怒りをあらわにするなど兄としての面が強く押し出されている。
スーパーロボット大戦L
シナリオ序盤より主人公（南雲一鷹）側に協力。『SEED』のストーリーが大幅に改変されており、キラとも友好的で初対面から意気投合すると同時に「前の大戦で大事な人を失った」と察しているほか、ベルリンでも最初こそ戦うこととなるがステラを救うために共闘する。また、本作ではデスティニープランのような思想に対して、一貫してはっきりと否定的でまた、グレイス・オコナーのように自身を神のように気取る相手などに対しても強い敵対心をもつ。
一部の漫画版（月刊マガジンZ版、コミックボンボン版）同様にシンがジブリールを討つ展開となっている。
スーパーロボット大戦UX
時間軸が原作終了後の設定。灯篭流しのイベントで二人のことを語りながら灯篭を流し哀愁を感じながらもレイやステラたちの死を乗り越え、大きく成長している姿が描かれている。
原作終了後のため二人はオーブ軍の代表としてカガリと来ている設定になっている。そのため原作で大破したデスティニーガンダムも修理されているが、プロローグで再び大破したために修理完了まではインパルスガンダムに搭乗。また、デスティニー乗換後はインパルスに乗り換えたルナマリアとの合体攻撃が使用できるようになっている。
同じく平井久司デザインである『蒼穹のファフナー』『鉄のラインバレル』の登場人物とのクロスオーバーが多く、かつての自分を重ねて叱咤激励するなど彼らを導く良い先輩として描かれている。
『機動戦士ガンダム00』『SDガンダム三国伝』『聖戦士ダンバイン』などの作品へのクロスオーバー台詞が新たに収録されている。また、スパロボシリーズでは初めてボンボン版の台詞も収録された。
スーパーロボット大戦DD
敵側として登場。アニメ本編とは違って冒頭からフリーダムを憎んでおり、本作ではステラを殺したのもキラではなくなっている為、キラとの因縁も大幅に改変された（キラやアークエンジェル隊も終戦後も戦い続けている設定）。
本作ではインベーダーにオーブを襲撃された際に家族を奪われ、そうなった原因であるフリーダムとスーパーロボット軍団を憎んでザフトに入隊したというオリジナル設定に変更。アニメ本編では参加していたユニウスセブン落下阻止作戦そっちのけで突然現れたアークエンジェルとフリーダムに襲いかかる等、好戦的な面が強調されている。

#### そのほかのゲーム作品
ガンダム無双2
ストーリーミッションでは「ただ力を持って戦うだけでは戦争は終わらないのでは」と自分の本当に戦う理由が見出せずに苦悩する場面がある。それでもルナマリアやともに戦うことになったカミーユ、ロランたちの助言によって、少しずつ自分なりの戦う理由を見出していく。
最終的に「失った大切な過去は決して忘れず、その過ちを繰り返さない様に自分の守るもののために戦う」という答えを見出す。
Another Century's Episode:R
時間軸が原作の最終決戦後という設定になっており、アークエンジェル所属となっている。本作ではキラやアスランと行動をともにし、ロゴス残党の処理にあたっていたところで怪現象に巻き込まれ「惑星エリア」に転移させられる。

### そのほかの作品
小説版（後藤リウ著）
ルナマリアとともにメサイア近辺に戻ってレイを探しに行き、「明日」を託される描写が追加された。
機動戦士ガンダムSEED SEED Club
数少ない常識人として登場。キラ、ラクス、カガリにことあるごとにいじめられているが、ラクスには何度か可愛がられている。普段は「アンタって人はー!」と突っ込み役で活躍し、その突っ込みは音より速いらしい。ただし打たれ弱い。最終巻では、宇宙に去っていくキラとラクスを見送りながら「これで（俺も）やっと主役に」という涙（もしくは笑い）をさそう言葉を口にする。
たねキャラ劇場
レイ、ルナマリアとともにキラとアスランまたはラクスとの仲を裂くミッションを命じられる。キラとアスランの仲を裂くミッションでは巨大トリィに苦戦しつつも「SEED」を発動し破壊に成功。キラとラクスの仲を裂くミッションではラクスに変装して彼女のコンサートをむちゃくちゃにしようとする。その直前にキラと鉢合わせした際に、声が変なことを指摘された理由としてとんでもない言葉を口にする（ピー音あり）。最後は歌いすぎで真っ白になり、そのときにミーアの台詞をしゃべる。

## 搭乗機
- ZGMF-X56S インパルスガンダム
- ZGMF-X42S デスティニーガンダム
  - ZGMF/A-42S2 デスティニーガンダムSpec II
- STTS-808 イモータルジャスティスガンダム

## 評価
『愛と戦いのロボット 完全保存版』で発表されたアンケート「みんなで選ぶロボットアニメーションベスト100」では、「一番カッコイイヒーローは？」で第51位、「一番極悪な悪役・敵役は？」で第68位にランクインした。
NHKにより2018年に行われた発表!全ガンダム大投票のキャラクター部門では、「ガンダムシリーズ」に登場する全キャラクター中、27位にランクインした。